# Asthenolabus wadai
Asthenolabus wadai là một loài tò vò trong họ Ichneumonidae.